# Red Hand Commando
Das Red Hand Commando (deutsch etwa: „Rothandkommando“, benannt nach der roten Hand im Wappen Ulsters) oder kurz RHC war eine 1972 gegründete unionistische paramilitaristische Organisation in Irland, die mit der Ulster Volunteer Force eng zusammenarbeitete.  Schon ein Jahr nach der Gründung wurde sie für nicht legal erklärt. Die größte Unterstützung erhielt die Organisation in Teilen Belfasts sowie im County Down. 2007 hörte sie als paramilitärische Organisation auf zu existieren.